# Plumelec
Plumelec (Bretonă: Pluveleg) este o localitate în vestul Franței, în departamentul Morbihan din regiunea Bretania. 
1. ↑  répertoire géographique des communes, accesat în 26 octombrie 2015
2. ↑  dataset of postal codes in France, 1 octombrie 2018